# Cinnamomum jensenianum
Cinnamomum jensenianum är en lagerväxtart som beskrevs av Hand.-mazz.. Cinnamomum jensenianum ingår i släktet Cinnamomum och familjen lagerväxter. Inga underarter finns listade i Catalogue of Life.